# Alien og Ko
Alien & Ko er en festivalfane på Roskilde Festival, som er sammensat af et oppusteligt 'grey' rumvæsen i vinyl og en oppustelig ko med seks patter, som er monteret med gaffertape på en rundstok. Fanens historie går tilbage til 90'erne, og den blev fejret fra Orange Scene i 2018. Alien er typisk 130cm lang, Ko er ca. 50cm lang, og tilsammen rager de knap 4m op i luften. Den er et kendt symbol blandt festivalgæster, som anser den som en fast bestanddel af den orange fornemmelse.
Ud over sit markante visuelle udtryk med grønne, hvide og sorte farver, har fanen en kinetisk kvalitet, idet en synkroniseret vertikal bevægelse med fanen resulterer i et drejningsmoment, som får Ko til at bevæge sig frem og tilbage. Det sker typisk som reaktion på en ekstra god koncert. Der er fortolkninger af hele systemet, som leder tankerne hen på en seksuel relation mellem de to væsener, men det er ikke bekræftet. Selve mytologien er også ukendt, men der er relationer i fiktionen mellem rumvæsener og køer i bla. X-files, South Park og Mars Attacks.
Alien & Ko har på festivalen uforvaret afbrudt koncerter, fordi kunstnerne ikke har kunnet fortsætte musikken efter at have set fanen. Det gælder bla. The National, Natacha Atlas og Caroline Henderson. Under Minds of 99's koncert i 2018 standsede forsanger Niels Brandt koncerten, fordi Alien & Ko ikke var til stede. Alien & Ko er ophøjet til kulturarv og kan ses på Ragnarock, Danmarks Rockmuseum, i Roskilde, og deltog bla. i Sex & Samfunds kampagne i 2023 med fokus på grænseoverskridende adfærd.